# Tadeusz Nartowski
Tadeusz Nartowski (ur. 5 sierpnia 1892 w Zarębach Kościelnych, zm. 6 grudnia 1971 w Szczecinie) – polski artysta malarz.

## Życiorys
Od dziesiątego roku życia mieszkał w Warszawie. W czasie nauki w szkole średniej równolegle uczył się rysunku u Feliksa Słupskiego. Ukończył Szkołę Sztuk Pięknych. Kształcił się w malarstwie akwarelowym u Leona Wyczółkowskiego, Ferdynanda Ruszczyca, Konrada Krzyżanowskiego, Juliana Fałata i Kazimierza Stabrowskiego. Po ukończeniu studiów, w latach 1921-1925 był wykładowcą w szkole Wojciecha Gersona i na Akademii Sztuk Pięknych. Należał do grupy Zachęta.
W 1924 roku wyjechał do Włoch, gdzie przebywał przez 8 miesięcy. Poza tym od 1927 r. wyjeżdżał co roku do Anglii, Francji, Hiszpanii, Jugosławii, Niemiec, na Węgry i do Maroka.
W czasie II wojny światowej mieszkał w Warszawie. Wypędzony przez Niemców, stracił cały dorobek życia. Po wojnie mieszkał w Krakowie, ale po roku przeniósł się do Wrocławia. Od 1947 roku mieszkał i malował w Szczecinie. Zmarł w roku 1971 i został pochowany na cmentarzu Centralnym w Szczecinie.

## Twórczość
Nartowski był akwarelistą. Malował martwe natury i portrety, a przede wszystkim krajobrazy i architekturę – tak z kraju, jak i ze swych rozlicznych podróży. Z pobytu we Włoszech przywiózł 80 prac, które wystawił w Zachęcie. Wystawione prace zostały zakupione przez instytucje państwowe, placówki dyplomatyczne i prywatnych klientów. W czasie 45 lat prac namalował około 3 tysięcy akwarel, spośród których wiele spłonęło w Warszawie. 

W zachowanych dokumentach znajdujemy fragment wypowiedzi malarza o swojej działalności: 

Trudno mi jest wydawać opinie o swoich pracach – ulubionymi tematami przez cały okres twórczości artystycznej były wnętrza, architektura i pejzaże.

Jako akwarelista ceniony był za rysunek i subtelną modulację kolorystyczną.

## Najbardziej znane obrazy, ocalałe albo namalowane po wojnie
- Motyw z Wenecji (akwarela na papierze, 65 × 45 cm)
- Monte Cassino (akwarela na kartonie, 46 × 55,5 cm)
- Paryż – katedra Notre Dame (1930, akwarela na papierze, 54 × 34 cm)
- Sekwana (ok. 1930, akwarela na papierze, 37 × 54,5 cm)
- Czersk – Zamek (60 × 50 cm)
- Knyszyn (Kaplica cmentarna prawosławna) (1930)
- Pejzaż z okolic Korca (1932, akwarela, 43 × 60 cm)
- Korzec (1932, akwarela, 43 × 60 cm)
- Pejzaż zimowy z chatą (1935, akwarela na papierze, 43,5 × 74 cm)
- Kościół w Jarosławiu (1938, akwarela na papierze, 70 × 46 cm)
- Zakopane (akwarela na papierze, 51 × 72 cm)
- Motyw z Kwilcza (1947, akwarela na papierze, 45 × 68 cm)
- Ogród (1949, akwarela na papierze, 70 × 50 cm)
- Jesienny motyw (akwarela na papierze, 45 × 65,5 cm)
- Zamek Książąt Pomorskich w Szczecinie (1951, akwarela na papierze, 58,5 × 43,5 cm)
- Inowłódz nad Pilicą-Kościół św. Idziego (akwarela na papierze, 45,5 × 65 cm)
- Bukiet (1951, akwarela na podrysowaniu ołówkiem na papierze, własność prywatna)
- Inowłódź nad Pilicą - Kościół Św. Jerzego (akwarela i gwasz na papierze, 44,5 × 64 cm)
- Krynica – pejzaż zimowy (akwarela na podrysowaniu ołówkiem na papierze, 51,5 × 71 cm)
- Kościół wśród drzew (akwarela na papierze, 44,5 × 58 cm)
- W porcie (akwarela i kredka na papierze, 46 × 61 cm)
- Pejzaż z jeziorem (akwarela na papierze, 21 × 40,3 cm)
- Kościołek drewniany (akwarela i ołówek na papierze, 58 × 45 cm)
- Pejzaż (akwarela na papierze, 42 × 62,5 cm)
- Słoneczniki (akwarela, 44 × 38 cm)
- August III Sas - król Polski (4,6 × 6,8 cm, owal w świetle oprawy)
- Sianokosy (akwarela na papierze, 33 × 47 cm)
- Pejzaż (akwarela na podrysowaniu ołówkiem na papierze, 49,5 × 37,5 cm)
- Pejzaż z mostem (akwarela na podrysowaniu ołówkiem na papierze, 34 × 47,5 cm)
- Pejzaż zimowy (akwarela na papierze, 45 × 57 cm)
- Wiejska chata (akwarela na papierze)
- Próg wodny (akwarela na papierze, 47 × 63 cm)
- Kwiaty (akwarela na papierze, 47 × 74 cm)
- Pałac Łazienkowski w Warszawie (akwarela na papierze, 50,5 × 70 cm)
- Kościół (przed 1939, akwarela i ołówek na papierze, 52 × 43 cm, własność prywatna)
- Dzwonnica kościoła św Anny w Warszawie (akwarela i ołówek na papierze, 57,5 × 45,5 cm, własność prywatna)
- Pałac Łazienkowski w Warszawie (akwarela na papierze, 50,5 × 70 cm, własność prywatna)

## Wystawy i nagrody
W 1912 roku miał pierwszą swoją wystawę w Zachęcie "Miniatur". W 1917 roku wystawił po raz pierwszy swoje małe akwarele (w małych wymiarach 20 × 12 cm). Z czasem stopniowo powiększał formaty prac. Później jego akwarele pokazywały również inne galerie warszawskie. Wystawiał także w Krakowie, Lublinie, Gdyni. W 1935 r. miał wystawę w Berlinie.
Twórczość Nartowskiego była wielokrotnie nagradzana, m.in. otrzymał brązowy i złoty medal Towarzystwa Zachęty Sztuk Pięknych w latach 1927 i 1933.

## Zbiory
Nartowski ofiarował w 1957 r. Muzeum Narodowemu w Warszawie 11 swoich prac oraz 12 prac Muzeum Pomorza Zachodniego.

Wiele jego obrazów znajduje się w placówkach zagranicznych, a jeden z nich pt. Łazienki podarowany  w 1958 r. prezydentowi Stanów Zjednoczonych Dwightowi Eisenhowerowi jest eksponowany w Kongresie Stanów Zjednoczonych do dzisiaj. Prezydent Eisenhower pisał w liście dziękczynnym: 

... nie tylko sam malowany obiekt, ale również sposób, w jaki uchwycił Pan światła i cienie w amfiteatrze, zachwycają mnie.

## Życie rodzinne
Był synem Józefa Antoniego i Wandy Justyny ze Smoleńskich. Ożenił się w 1914 roku z Reginą Łukaszewicz, mieli córkę Teresę, która zmarła w 1945 roku. Pradziadem Nartowskiego był Franciszek Kostecki.